# Agua (film)
Agua è un film del 2006 diretto da Verónica Chen.